# Анджејки-Тишки
Анджејки-Тишки (пољ. Andrzejki-Tyszki) је село у Пољској које се налази у војводству Мазовском у повјату Остролецком у општини Червињ.
Број становника је око 120.
Основан у XV веку. Први писани податак о потиче из 1426. године.
Од 1975. до 1998. године ово насеље се налазило у Остролецком војводству.